# Kakas László
Kakas László (Ecséd, 1954. január 9. –) válogatott magyar labdarúgó, kapus, edző.

## Pályafutása

### Klubcsapatban
Szülőhelyén, Ecséden kezdte a labdarúgást, majd Petőfibányára került. Innen a katonacsapat Honvéd Gáspár SE következett két évig. 1976-ban már az Egri Dózsa kapusa volt. Három év múlva innen igazolta le a Ferencváros. Az 1980-1981-es idényben a bajnokcsapat kapusa. Zsiborás Gábor sérülése miatt a 34 bajnoki mérkőzésből 33-on ő védte a zöld-fehérek hálóját. Még két ezüstérmet szerzett a csapattal, de a formáját visszanyerő Zsiborás lett ismét az elsőszámú kapus. 1983-ban a Vasashoz igazolt, ahol 1986-ban az MNK győztes csapat tagja lett. Az 1987-1988-as idényben a bajnoki bronzérmes Újpesti Dózsában védett. Aktív pályafutása utolsó két évét Veszprémben töltötte.

### Válogatottban
1982-ben két alkalommal szerepelt a válogatottban Új-Zéland ellen.

### Edzőként
1990-es visszavonulása után kapusedzőként tevékenykedik. 1990 és 1993 között a BBSC-nél, majd két évig a Csepelnél, 1995-től az MTK-nál. 2008 júliusában visszatért a Ferencvároshoz, ahol 2011-ig pálya- és kapusedzőként tevékenykedett. Ezt követően a Csákvár, majd 2015-ig a Soroksár kapusedzője volt.
Több alkalommal volt a magyar válogatott kapusedzője: 1990 és 1994 között, 1996-ban és 2006-ban.

## Sikerei, díjai
Ferencváros
- Magyar bajnokság:
  - bajnok: 1980–1981
  - 2.: 1981–1982, 1982–1983

Vasas
- Magyar Népköztársasági Kupa (MNK)
  - győztes: 1986

Újpesti Dózsa
- Magyar bajnokság
  - 3.: 1987–1988

## Statisztika

### Mérkőzései a válogatottban
| Magyarország | Magyarország      | Magyarország                       | Magyarország | Magyarország | Magyarország | Magyarország | Magyarország | Magyarország |
| #            | Dátum             | Helyszín                           | Hazai        | Eredmény     | Vendég       | Kiírás       | Gólok        | Esemény      |
| ------------ | ----------------- | ---------------------------------- | ------------ | ------------ | ------------ | ------------ | ------------ | ------------ |
| 1.           | 1982. február 11. | Auckland, Smart-stadion            | Új-Zéland    | 1 – 2        | Magyarország | barátságos   | -            |              |
| 2.           | 1982. február 14. | Christchurch, II. Erzsébet Stadion | Új-Zéland    | 1 – 2        | Magyarország | barátságos   | -            |              |
|              | Összesen          |                                    |              | 2            | mérkőzés     |              | 0            | gól          |